# Jaderná elektrárna Hartlepool
Jaderná elektrárna Hartlepool je jaderná elektrárna na severním břehu ústí řeky Tees, 4 km jižně od přístavního města Hartlepool na severu Anglie ve Spojeném království.

## Historie a technické informace
Jaderná elektrárna Hartlepool se skládá ze dvou reaktorů  typu AGR (pokročilý plynem chlazený reaktor). Palivem je obohacený uran, moderátorem pak grafit.
Provoz měl být ukončen v roce 2009, ale byl prodloužen v roce 2007 o 5 let (tj. do 2014), posléze v roce 2010 o dalších 5 (tj. do 2019) a konečně v listopadu roku 2013 došlo k poslednímu prodloužení. Předpokládané datum vyřazení z provozu je aktuálně rok 2024.
Původní operátor British Energy v roce 2008 o této lokalitě prohlásil, že je vhodná pro novou elektrárnu, nahrazující tuto. O rok později ji vláda Spojeného království zařadila na seznam míst s uvažovanou výstavbou jaderných elektráren.
Provozovatel: British Energy (BE) → EDF Energy
Dodavatel: Nuclear Power Co.

## Informace o reaktorech
| Reaktor        | Typ reaktoru | Výkon [MW] | Výkon [MW]  | Výkon [MW] | Zahájení stavby | Uvedení do provozu | Připojení k síti | Provoz         | Uzavření |
| Reaktor        | Typ reaktoru | Tepelný    | Instalovaný | Čistý      | Zahájení stavby | Uvedení do provozu | Připojení k síti | Provoz         | Uzavření |
| -------------- | ------------ | ---------- | ----------- | ---------- | --------------- | ------------------ | ---------------- | -------------- | -------- |
| Hartlepool A-1 | GCR/AGR      | 1500       | 655         | 590        | 1. října 1968   | 24. června 1983    | 1. srpna 1983    | 1. dubna 1989  |          |
| Hartlepool A-2 | GCR/AGR      | 1500       | 655         | 595        | 1. října 1968   | 9. září 1984       | 31. října 1984   | 1 . dubna 1989 |          |